# Actium bicolor
Actium bicolor är en skalbaggsart som beskrevs av Thomas Casey 1908. Actium bicolor ingår i släktet Actium och familjen kortvingar. Inga underarter finns listade i Catalogue of Life.